# Осипова Тетяна Юріївна
Тетя́на Ю́ріївна О́сипова (нар. 14 серпня 1964 року, Херсон) — педагог, доктор педагогічних наук (2016), професор (2015).

## Біографічні дані
Народилася 14 серпня 1964 року в Херсоні.
У 1993 року закінчила Одеський педагогічний інститут, де з 1996 й працює: з 2011 року — професор кафедри педагогіки.

## Наукова робота
Наукові дослідження: проблеми педагогічного наставництва в закладах освіти та підготовки майбутніх фахівців різних галузей у закладах вищої освіти.

### Основні праці
За ЕСУ:
- Теоретико-методичні засади підготовки майбутніх учителів до педагогічного наставництва. — О., 2015;
- Мультиплікативність педагогічних умов професійного становлення майбутніх учителів-філологів // Наука і освіта. — 2017. № 4;
- Формування творчої педагогічної позиції майбутніх учителів у процесі професійної підготовки // Інновац. педагогіка. — 2019. — Вип. 19, т. 2;
- Методологічні підходи до професійного становлення майбутніх учителів в умовах університетської освіти // Vector of modern pedagogical and psychological science in Ukraine and EU countries. — Riga, 2020 (співавтор)[1].